# Konstsim vid världsmästerskapen i simsport 2022
Konstsim vid världsmästerskapen i simsport 2022 avgjordes mellan den 17 och 25 juni 2022 i Szechy Outdoor Pool i Budapest i Ungern.
Det är första gången sedan 1998 som Sverige har en konstsim-duo som tävlar i par vid ett VM (Anna Högdal och Clara Ternström).

## Program
Det tävlades i tio grenar.
Alla tider är lokala (UTC+2).
| Datum        | Tid   | Omgång                                   |
| ------------ | ----- | ---------------------------------------- |
| 17 juni 2022 | 09:00 | Försöksheat – tekniskt program solo      |
| 17 juni 2022 | 13:00 | Försöksheat – tekniskt program par       |
| 18 juni 2022 | 10:00 | Försöksheat – fri kombination            |
| 18 juni 2022 | 13:00 | Försöksheat – tekniskt program mixat par |
| 18 juni 2022 | 16:00 | Final – tekniskt program solo            |
| 19 juni 2022 | 10:00 | Försöksheat – tekniskt program lag       |
| 19 juni 2022 | 16:00 | Final – tekniskt program par             |
| 20 juni 2022 | 09:00 | Försöksheat – fritt program solo         |
| 20 juni 2022 | 14:00 | Final – tekniskt program mixat par       |
| 20 juni 2022 | 16:00 | Final – fri kombination                  |
| 21 juni 2022 | 09:00 | Försöksheat – fritt program par          |
| 21 juni 2022 | 16:00 | Final – tekniskt program lag             |
| 22 juni 2022 | 10:00 | Försöksheat – fritt program lag          |
| 22 juni 2022 | 16:00 | Final – fritt program solo               |
| 23 juni 2022 | 10:00 | Försöksheat – highlight                  |
| 23 juni 2022 | 16:00 | Final – fritt program par                |
| 24 juni 2022 | 10:00 | Försöksheat – fritt program mixat par    |
| 24 juni 2022 | 16:00 | Final – fritt program lag                |
| 25 juni 2022 | 13:30 | Final – fritt program mixat par          |
| 25 juni 2022 | 15:00 | Final – highlight                        |

## Medaljsummering

### Medaljtabell
*   Värdland ( Ungern)
| Nr                  | Nation              | Guld | Silver | Brons | Totalt |
| ------------------- | ------------------- | ---- | ------ | ----- | ------ |
| 1                   | Kina                | 4    | 0      | 2     | 6      |
| 2                   | Ukraina             | 2    | 5      | 0     | 7      |
| 3                   | Japan               | 2    | 4      | 1     | 7      |
| 4                   | Italien             | 2    | 1      | 2     | 5      |
| 5                   | Österrike           | 0    | 0      | 2     | 2      |
| 5                   | Grekland            | 0    | 0      | 2     | 2      |
| 7                   | Spanien             | 0    | 0      | 1     | 1      |
| Totalt (7 nationer) | Totalt (7 nationer) | 10   | 10     | 10    | 30     |

### Medaljörer
| Gren                         | Guld | Guld    | Silver | Silver  | Brons | Brons   |
| Solo                         | |         | |         | |         |
| Tekniskt program Detaljer... | Yukiko Inui · Japan | 92,8662 | Marta Fjedina · Ukraina | 91,9555 | Evangelia Platanioti · Grekland | 89,5110 |
| Fritt program Detaljer...    | Yukiko Inui · Japan | 95,3667 | Marta Fjedina · Ukraina | 93,8000 | Evangelia Platanioti · Grekland | 91,7667 |
| Par                          | |         | |         | |         |
| Tekniskt program Detaljer... | Kina · Wang Liuyi · Wang Qianyi | 93,7536 | Ukraina · Maryna Aleksijiva · Vladyslava Aleksijiva | 91,8617 | Österrike · Anna-Maria Alexandri · Eirini-Marina Alexandri | 91,2622 |
| Fritt program Detaljer...    | Kina · Wang Liuyi · Wang Qianyi | 95,5667 | Ukraina · Maryna Aleksijiva · Vladyslava Aleksijiva | 94,1667 | Österrike · Anna-Maria Alexandri · Eirini-Marina Alexandri | 92,8000 |
| Mixat par                    | |         | |         | |         |
| Tekniskt program Detaljer... | Italien · Giorgio Minisini · Lucrezia Ruggiero | 89,2685 | Japan · Tomoka Sato · Yotaro Sato | 86,5939 | Kina · Shi Haoyu · Zhang Yiyao | 86,4425 |
| Fritt program Detaljer...    | Italien · Giorgio Minisini · Lucrezia Ruggiero | 90,9667 | Japan · Tomoka Sato · Yotaro Sato | 89,7333 | Kina · Shi Haoyu · Zhang Yiyao | 88,4000 |
| Lag                          | |         | |         | |         |
| Tekniskt program Detaljer... | Kina · Chang Hao · Feng Yu · Wang Ciyue · Wang Liuyi · Wang Qianyi · Xiang Binxuan · Xiao Yanning · Zhang Yayi | 94,7202 | Japan · Moka Fujii · Moe Higa · Moeka Kijima · Tomoka Sato · Akane Yanagisawa · Mashiro Yasunaga · Megumu Yoshida · Rie Yoshida                                                      | 92,2261 | Italien · Domiziana Cavanna · Linda Cerruti · Costanza Di Camillo · Costanza Ferro · Marta Iacoacci · Marta Murru · Enrica Piccoli                                                   | 91,0191 |
| Fritt program Detaljer...    | Kina · Chang Hao · Feng Yu · Wang Ciyue · Wang Liuyi · Wang Qianyi · Xiang Binxuan · Xiao Yanning · Zhang Yayi | 96,7000 | Ukraina · Maryna Aleksijiva · Vladyslava Aleksijiva · Olesia Derevjantjenko · Marta Fjedina · Veronika Hrysjko · Sofija Matsijevska · Anhelina Ovtjynnikova · Valerija Tysjtjenko    | 95,0000 | Japan · Moka Fujii · Moe Higa · Moeka Kijima · Tomoka Sato · Hikari Suzuki · Akane Yanagisawa · Mashiro Yasunaga · Megumu Yoshida                                                    | 93,1333 |
| Fri kombination Detaljer...  | Ukraina · Maryna Aleksijiva · Vladyslava Aleksijiva · Olesia Derevjantjenko · Marta Fjedina · Veronika Hrysjko · Sofija Matsijevska · Darja Mosjynska · Anhelina Ovtjynnikova · Anastasija Sjmonina · Valerija Tysjtjenko | 95,0333 | Japan · Moka Fujii · Moe Higa · Asaka Hosokawa · Yuka Kawase · Moeka Kijima · Hikari Suzuki · Akane Yanagisawa · Mashiro Yasunaga · Megumu Yoshida · Rie Yoshida                     | 93,5667 | Italien · Domiziana Cavanna · Linda Cerruti · Constanza di Camillo · Costanza Ferro · Gemma Galli · Marta Iacoacci · Marta Murru · Enrica Piccoli · Federica Sala · Francesca Zunino | 92,0333 |
| Highlight Detaljer...        | Ukraina · Maryna Aleksijiva · Vladyslava Aleksijiva · Olesia Derevjantjenko · Marta Fjedina · Veronika Hrysjko · Sofija Matsijevska · Darja Mosjynska · Anhelina Ovtjynnikova · Anastasija Sjmonina · Valerija Tysjtjenko | 95,0333 | Italien · Domiziana Cavanna · Linda Cerruti · Constanza di Camillo · Costanza Ferro · Gemma Galli · Marta Iacoacci · Marta Murru · Enrica Piccoli · Federica Sala · Francesca Zunino | 92,2667 | Spanien · Cristina Arámbula · Abril Conesa · Berta Ferreras · Emma Garcia · Mireia Hernández · Meritxell Mas · Alisa Ozhogina · Paula Ramírez · Iris Tió · Blanca Toledano           | 91,9333 |